# Santa América
Santa América é um distrito do município brasileiro de Getulina, no interior do estado de São Paulo.

## História

### Formação administrativa
- Distrito criado pela Lei n° 233 de 24/12/1948, com o povoado do mesmo nome mais terras do distrito de Macucos[3][4].

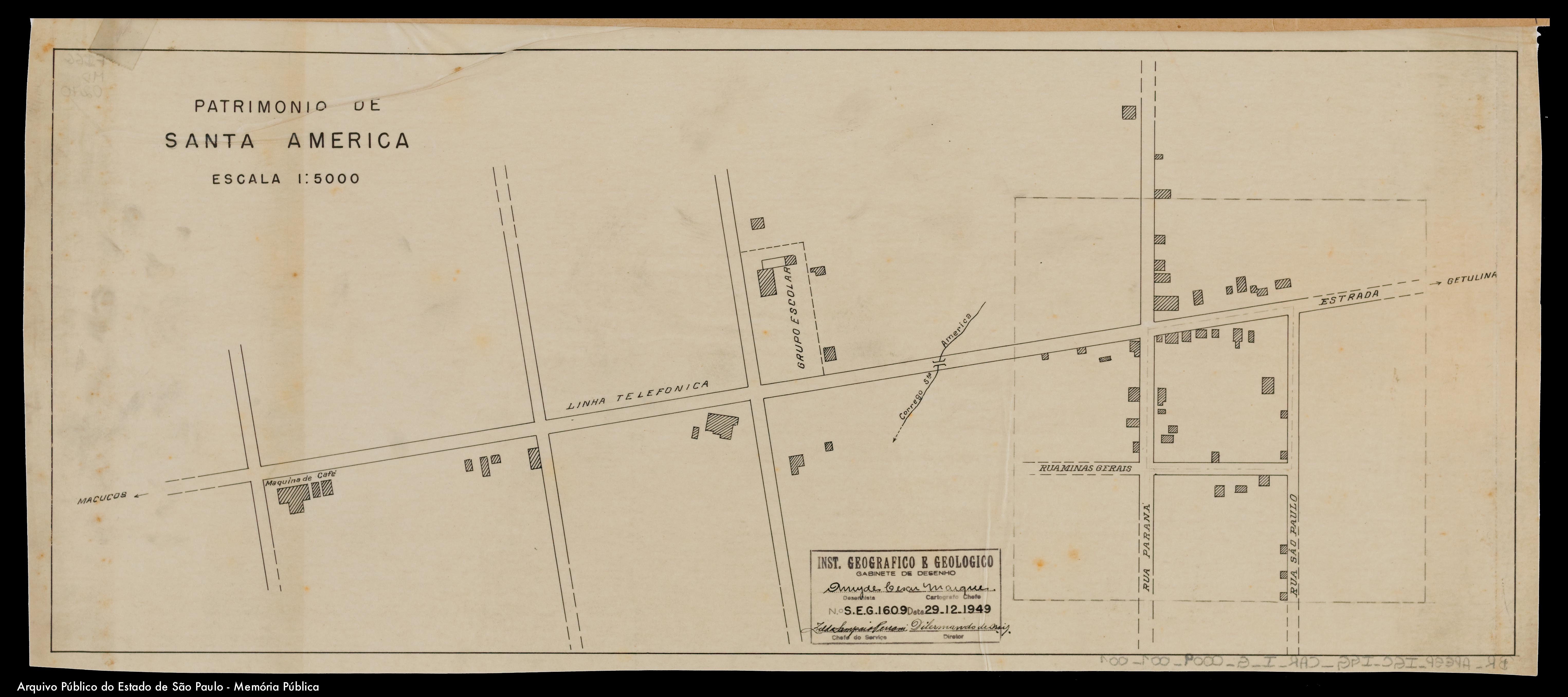
Planta da área urbana original.

## Geografia

### Área urbana
A sede do distrito é a vila de Santa América:
- área urbana: 108 964 m²
- total de domicílios: 48

### Demografia

#### População urbana
| Crescimento população urbana | Crescimento população urbana | Crescimento população urbana | Crescimento população urbana |
| Censo                        | Pop.                         |                              | %±                           |
| ---------------------------- | ---------------------------- | ---------------------------- | ---------------------------- |
| 1950                         | 188                          |                              | —                            |
| 1960                         | 197                          |                              | 4,8%                         |
| 1970                         | 210                          |                              | 6,6%                         |
| 1980                         | 121                          |                              | −42,4%                       |
| 1991                         | 122                          |                              | 0,8%                         |
| 2000                         | 102                          |                              | −16,4%                       |
| 2010                         | 103                          |                              | 1,0%                         |
| 2022                         | 88                           |                              | −14,6%                       |
| Fonte: IBGE e Fundação SEADE |                              |                              |                              |

#### População total
Pelo Censo 2022 (IBGE) a população total do distrito era de 125 habitantes.

### Área territorial
A área territorial do distrito é de 76,098 km².

### Rodovias
O distrito possui acesso às cidades de Getulina e Queiroz e ao distrito de Macucos (Getulina) através de estrada vicinal.

## Serviços públicos

### Registro civil
Atualmente é feito na sede do município, pois o Cartório de Registro Civil das Pessoas Naturais do distrito foi extinto pela Resolução nº 1 de 29/12/1971 do Tribunal de Justiça do Estado de São Paulo, e seu acervo foi recolhido ao cartório do distrito sede.

### Saneamento
O serviço de abastecimento de água é feito pela Prefeitura Municipal de Getulina. 

### Energia
A responsável pelo abastecimento de energia elétrica é a CPFL Paulista, distribuidora do grupo CPFL Energia.

## Religião

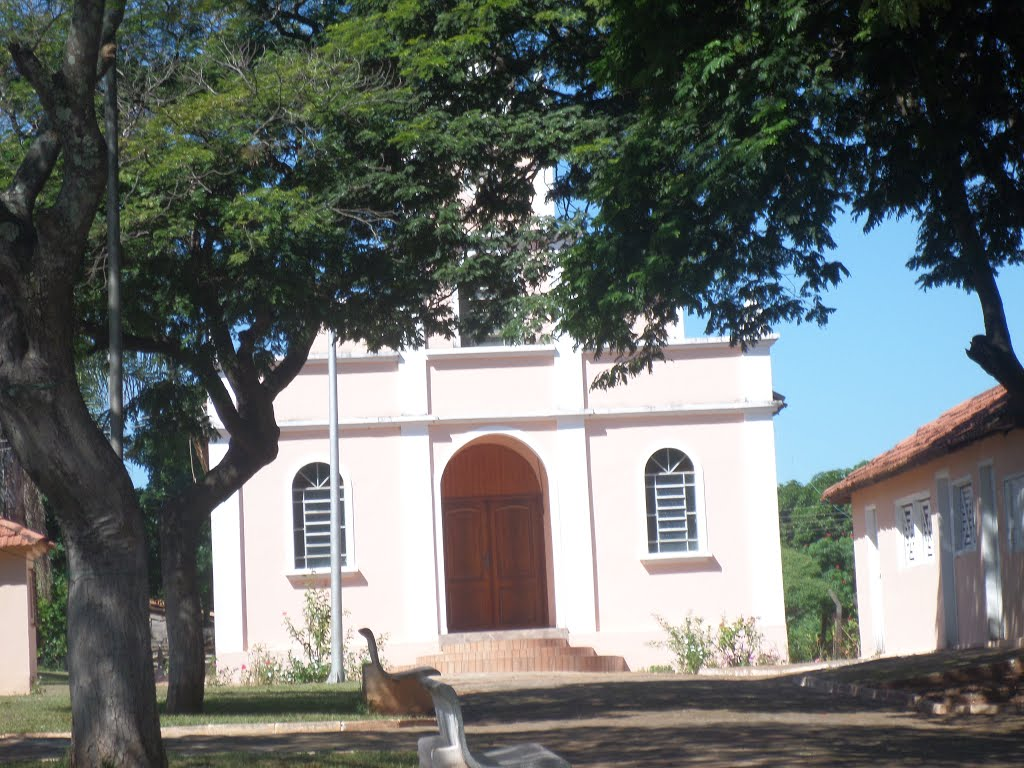
Igreja.

O Cristianismo se faz presente no distrito da seguinte forma:

### Igreja Católica
- A igreja faz parte da Diocese de Lins[14].

### Igrejas Evangélicas
- Congregação Cristã no Brasil[15].